# Núbia Nascimento Marques
Núbia do Nascimento Marques (Aracaju, 21 de dezembro de 1927 – 6 de Agosto de 1999) foi uma escritora, poetisa, folclorista e assistente social sergipana.

## Biografia
Nasceu em Aracaju no dia 21 de dezembro de 1927 e faleceu em 26 de Agosto de 1999. Filha de Atílio Marques e Bernardina Rosa do Nascimento Marques, dos cinco filhos era a mais velha. Além de Serviço Social ainda teve formação em estatística e pintura.Foi ainda professora da Universidade Federal de Sergipe e presidiu a FUNDESE, Fundação de Desenvolvimento Comunitário de Sergipe. 
"Como professora universitária exerceu o magistério, lecionando as disciplinas Português e Literatura no Instituto Normal Ruy Barbosa. Na Faculdade de Serviço Social da Universidade Federal de Sergipe foi docente da Cadeira de Serviço Social e Comunidade desenvolvendo estudos e pesquisas em comunidades de mulheres trabalhadoras. Nessa perspectiva, estudou durante três anos a vida das mulheres pescadoras de sururu, comprometendo-se com as questões sociais e a condição subalterna e socialmente desprotegida da mulher"
Seu debute literário foi em 1959 com o livro de poemas: "Um ponto, duas divergentes", livro dedicado a memória do seu filho Valério.O livro é uma coletânea de poemas escritos entre os anos 1947 a 1956. Os poemas tem um conteúdo triste e melancólico, sendo assim considerados poemas elegíacos.
Foi eleita para a Academia Sergipana de Letras em 1978, ocupando a cadeira do patrono Ladislau Aranha Dantas
Em 2004 foi homenageada pela prefeitura municipal de Aracaju, através da SEMASC, Secretária Municipal de Assistência Social e Cidadania, tendo nome suado para criar o Troféu Núbia Marques, prêmio que homenageia mulheres de diversas áreas que contribuíram para por um mundo mais igualitário a respeito da igualdade de gênero. O prêmio teve seis edições tendo sido descontinuado em 2010. Também em sua homenagem foi batizada uma Escola Municipal de Ensino Fundamental, sendo conhecida como EMEF Profa. Núbia Marques, localizada em Aracaju na Rua Manoel de Andrade 1745, Coroa do Meio.

## Obras
- Um ponto e duas divergentes. Aracaju: Livraria Regina Ltda, 1959.
- Dimensões poéticas. Aracaju: Livraria Regina Ltda, 1961.
- Sinuosas em Carne e Osso. Aracaju: Livraria Regina Ltda, 1962.
- Baladas do Inútil silêncio. Salvador: Artes Gráficas, 1965.[7]
- Máquinas e Lírios. Aracaju: SESC, ETFS, 1971.
- Pesquisa de Fatos Folclóricos I. Aracaju: SEC, 1972.
- Geometria do Abandono. São Paulo: Ed. Do Escritor; 1975.[8]
- Verdeoutuno. Aracaju: Gráfica Ed. J. Andrade, 1982.
- Mulheres x Cultura de Subsistência. Aracaju: Unigráfica, 1983
- Dente na Pele. RJ: Achiamé, 1986.
- A Presença de Fernando Pessoa (Separata da Revista Hoje). Aracaju: Unigráfica, 1986
- Hegemonia Cultural na Escola. Aracaju: SEC, 1987
- Todo Caminho é um Enigma. Recife: Belo Ed. E Artes, 1989.
- O Sonho e a Sina. Manaus: Ed. Calderano, 1992.
- Aspectos do Folclore em Sergipe. Aracaju: ASL e PMA, 1996.
- João Ribeiro sempre. Aracaju: Editora da UFS, 1996.
- Poemas Transatlânticos. Lisboa: Edições Átrio de Lisboa, 1997.
- Caminhos e Atalhos. Aracaju: Segrase, 1997.
- O Luso, o Lúdico e o Perene. RJ:IMAGO Ed., 1999
- Do Campo à Metrópole. Aracaju: Gráfica Ed. J. Andrade, 1999.